# Tetraechma sanguineomaculata
Tetraechma sanguineomaculata là một loài bọ cánh cứng trong họ Bọ hung (Scarabaeidae).